# 867 Kovacia
867 Kovacia eller 1917 BS är en asteroid i huvudbältet, som upptäcktes den 25 februari 1917 av den österrikiske astronomen Johann Palisa. Den är uppkallad efter läkaren Friedrich Kovacs.
Asteroiden har en diameter på ungefär 24 kilometer.